# Willenscharen
Willenscharen település Németországban, Schleswig-Holstein tartományban. Lakosainak száma 174 fő (2023. december 31.).

## Népesség
A település népességének változása:
| Lakosok száma | 152  | 175  | 178  | 169  | 171  | 174  |
|               | 1975 | 2017 | 2019 | 2021 | 2022 | 2023 |